# Sicyopterus panayensis
Sicyopterus panayensis är en fiskart som beskrevs av Herre 1927. Sicyopterus panayensis ingår i släktet Sicyopterus och familjen smörbultsfiskar. Inga underarter finns listade i Catalogue of Life.